# Irung (Kjongdzsong)
Az Irung (Uireung) (hangul: 의릉, handzsa: 懿陵) Szöulban, két helyszínen található Csoszon (Joseon)-kori koreai királysírcsoport, melybe Kjongdzsong (Gyeongjong) királyt és feleségét, valamint Kodzsong (Gojong) császár egyik alacsonyabb rangú hitvesét, illetve unokáját temették.

## Története
| Sír neve                                | Elhunytak neve                                                                                                   | Év   | Történelmi látványosság |
| --------------------------------------- | --- | ---- | ----------------------- |
| Irung (의릉, Uireung)                   | Kjongdzsong (Gyeongjong) király Szoni (선의, Seonui) királyné                                                    | 1724 | 204.                    |
| Jonghüvon (영휘원, 永徽園, Yeonghwiwon) | Szunhon (순헌, Sunheon), kübi rangú császári hitves (Kodzsong (Gojong) császár felesége) az Om (엄, Eom) klánból | 1911 | 361.                    |
| Szunginvon (숭인원, 崇仁園, Sunginwon)  | I Dzsin (이진, Yi Jin) (Kodzsong (Gojong) unokája)                                                               | 1922 | 361.                    |

### Irung(Uireung)
Kjongdzsong (Gyeongjong) király négy évvel trónra lépése után halt meg, 1724-ben. Hat évvel később temették mellé a 26 évesen elhunyt Szoni (Seonui) királynét. A sírhalmok egymás alatt találhatóak, a királyé a domb felső részén, a királynéé alatta. A sír a Jongnung (Yeongneung) (영릉, 寧陵) sírhoz hasonló kialakítású. A királyné sírja ugyanolyan, mint a királyé, kivéve a mögötte lévő kerítés hiányát. A sírt körülvevő szobrok különlegessége, hogy mindegyiknek (az embereket ábrázolóknak is) van farka. 1960-ban a sírkert területére építették a koreai hírszerző ügynökség épületét, emiatt a területet elzárták a látogatók elől. A vörös kapu és a szentély közé tavat építettek kőhíddal, és a sírkert a királyi palota hátsó kertjéhez vált hasonlóvá. 1996-ban a hírszerzés elköltözött a területről, így a sírt megnyitották a látogatók előtt. Állapota miatt felújításra szorult, mintegy tíz év alatt állították helyre. A hírszerzés épülete a közelben továbbra is áll, művészeti iskolának használják. A sír mögötti hegyet 2005-ben nyitották meg a látogatók számára.

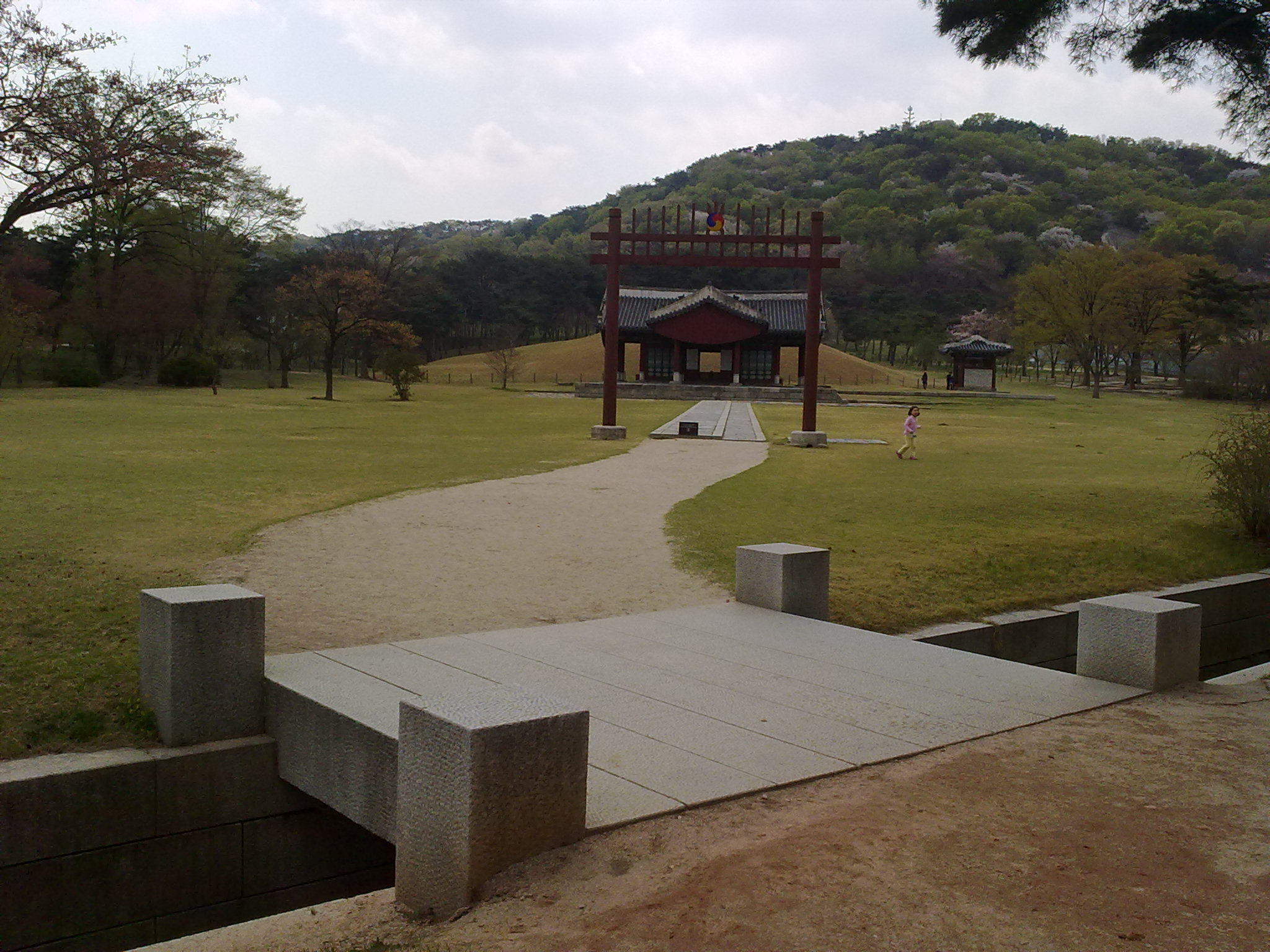
A vörös kapu
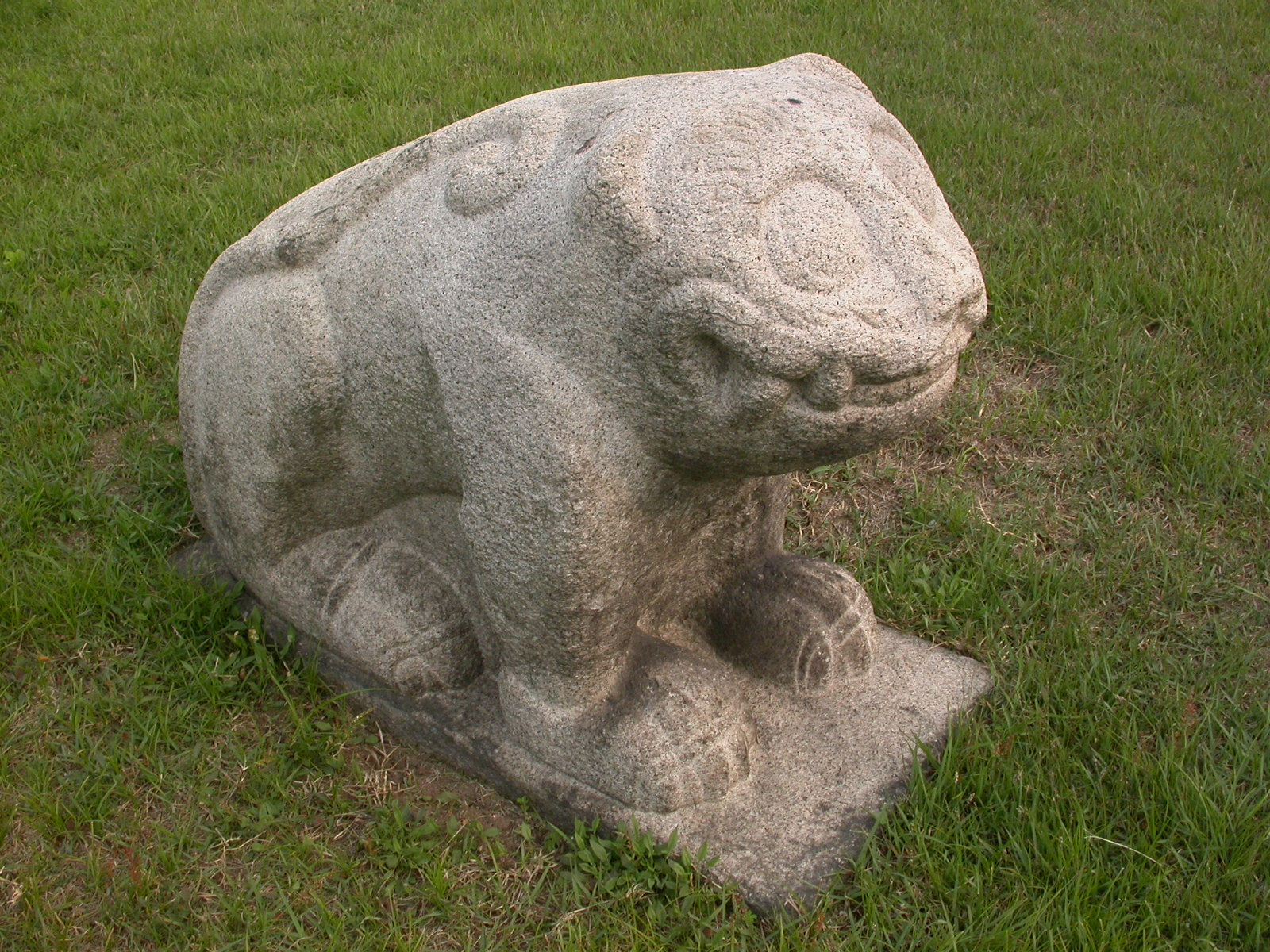
Szokho (Seokho) (tigrisszobor) farokkal

### Jonghüvon(Yeonghwiwon)ésSzunginvon(Sunginwon)
A nagyobbik sírhalomba Kodzsong (Gojong) császár kübi rangú hitvesét (1854–1911) temették, a kisebbikbe az unokáját, a kilenc hónapos korában elhunyt I Dzsin (Yi Jin) herceget (1921. augusztus 18. – 1922. május 11.). A sírt eredetileg Hongnungnak (홍릉, Hongneungnak) hívták, és Mjongszong (Myeongseong) császárné számára készült, az ő sírját azonban 1919-ben átköltöztették férje, Kodzsong (Gojong) mellé.